# Valldigna
La Valldigna es un valle tradicional de la Comunidad Valenciana, España. Situada en el sureste de la provincia de Valencia; según la propuesta de Demarcaciones Territoriales Homologada de la Generalidad Valenciana, la Valldigna se encuentra incluida dentro de la actual comarca de la Safor.
A la Valldigna pertenecen los municipios de Bárig, Benifairó de la Valldigna, Simat de Valldigna y Tabernes de Valldigna. En conjunto suman 24.462 habitantes (INE 2006).
Tabernes de  Valldigna con 17.988 habitantes (INE 2006) es el mayor municipio del valle.

## Municipios
| Municipio                 | Población | Superficie | Densidad |
| ------------------------- | --------- | ---------- | -------- |
| Tabernes de Valldigna     | 17.988    | 49,2       | 336      |
| Simat de Valldigna        | 3.090     | 38,5       | 80,3     |
| Benifairó de la Valldigna | 1.977     | 20,2       | 97,9     |
| Bárig                     | 1.407     | 16,1       | 87,4     |

## Denominación
Durante la época andalusí y época bajo medieval el marjal de Jeresa-Jaraco ocupaba gran parte del valle.
Según la leyenda, el valle se renombró a partir de unas palabras dichas por el rey Jaime II de Aragón al abad del monasterio de Santes Creus cuando se encontraba de camino por la zona: "Quina vall més digna per a un monestir de la nostra religió" (Qué valle más digno para un monasterio de nuestra religión), a lo que el abad le respondió: "Vall digna senyor, vall digna" (Valle digno, señor, valle digno), tras lo que se construyó el monasterio de Santa María de la Valldigna.

## Geografía
Se trata de un valle totalmente rodeado de montañas (excepto por el este, por donde se abre al Mediterráneo) y atravesado completamente por el río Vaca. El río Vaca nace a los pies del monte Mondúver concretamente en " els brolls ", en el término de Simat de Valldigna, y desemboca en los lindes entre Jaraco y Gandía.
Los municipios que se encuentran propiamente en el valle son Simat, Tabernes y Benifairó, mientras que Bárig está situado en una llanura elevada.

## El monasterio de Santa María de la Valldigna
Destaca el monasterio de Santa María de la Valldigna (situado en Simat de Valldigna), fundación cisterciense que da nombre al valle. Fundado en 1298, fue el primer monasterio más importante del antiguo Reino de Valencia, tras la Reconquista y repoblación. Este monasterio dominó la vida de los diferentes pueblos de la zona hasta las desamortización de 1835, cuando fue abandonado y vendido a particulares.

## Economía
Las últimas décadas de la Valldigna están marcadas por la agricultura intensiva. En los años 50 empezó el bum de la naranja. A partir de los 60 se inició el turismo en la zona costera, con lo que se desarrolló el comercio, la construcción, la banca y las pequeñas y medianas empresas de bienes de consumo.

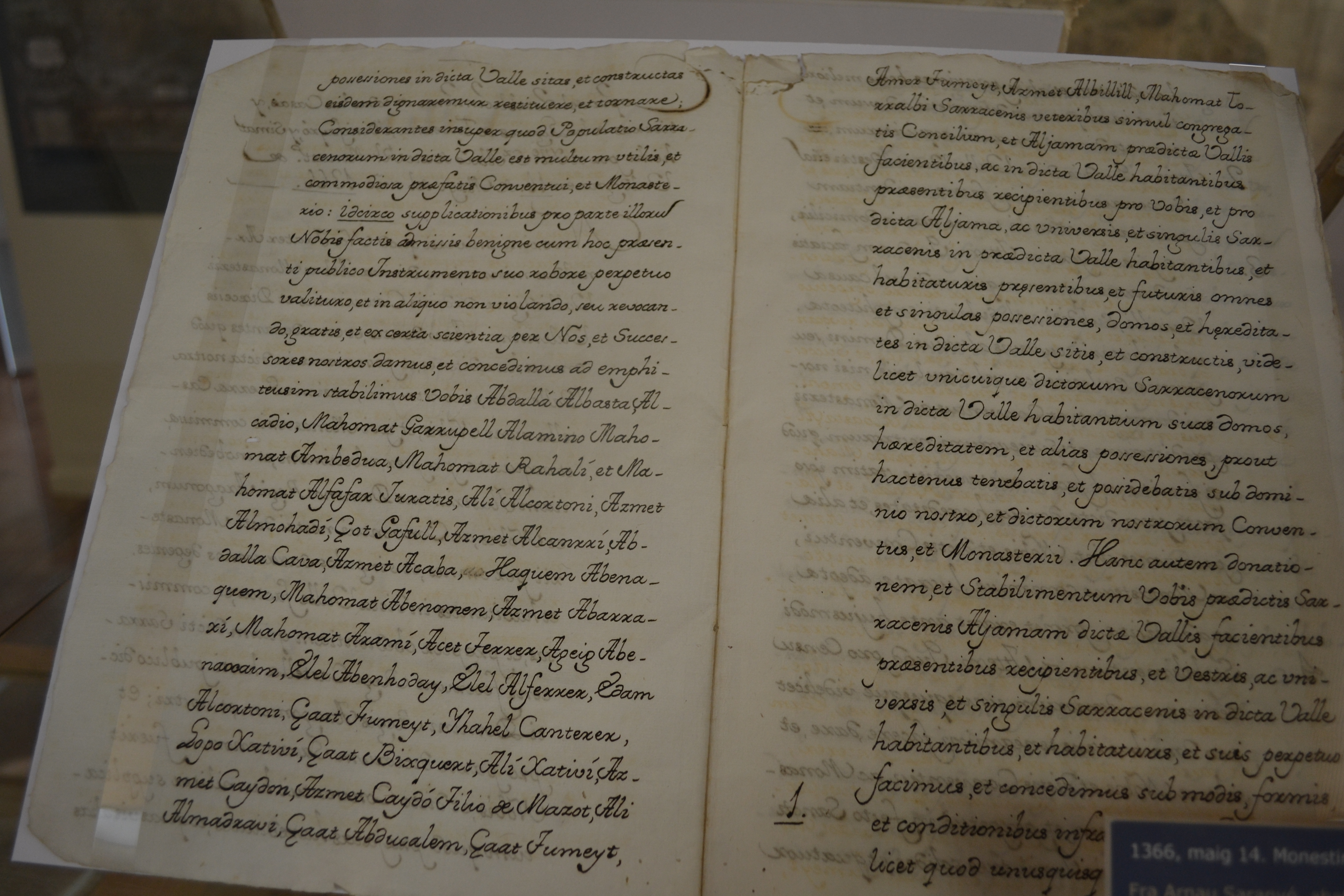
Carta Puebla a musulmanes del valle de Valldigna.